# II. Ferenc francia király
II. Ferenc (Fontainebleau, 1544. január 19. – Orléans, 1560. december 5.) Skócia (1558. április 24-étől) és Franciaország királya (uralkodott 1559. július 10-étől haláláig), II. Henrik és felesége, Medici Katalin elsőszülött fia, a Valois-ház tizenegyedik francia uralkodója, Stuart Mária skót királynő férje.
Rövid uralma alatt a szélsőségesen katolikus lotaringiai hercegi Guise-ház befolyása alatt állt, akik keményen üldözték a protestánsokat. A trónon fivérei, előbb IX. Károly, majd III. Henrik követte, akivel kihalt a Valois-ház férfi ága.

## Gyermekkora
Henrik dauphin és a firenzei Medici Katalin hercegnő 1533-ban, tizennégy esztendősen kötött házasságából először 1544. január 19-én született gyermek a február 10-én megkeresztelt Ferenc személyében, aki még nagyapja, I. Ferenc idején jött világra. 1547-ben, atyja trónra lépésekor lett dauphin. A kor szellemiségének megfelelően humanista nevelésben részesült. Jean d’Humières volt a nevelője, házitanítója pedig a nápolyi származású hellenista, Pierre Danès. Táncolni az itáliai Virgilio Bracesco, vívni pedig a szintén olasz gyökerű Hector de Mantoue tanította.
1548-ban VIII. Henrik támadásai elől a szövetséges Franciaországba menekítették a kisgyermek skót királynőt, Stuart Máriát, akit eljegyeztek a dauphinnel, és a francia udvarban neveltek fel. Mária anyja, Guise Mária a befolyásos hadvezér, François de Guise herceg és Charles de Guise reimsi bíboros–hercegérsek testvére volt, akiknek az 1558. április 24-én megkötött frigy következtében jelentősen megerősödtek pozícióik.

## Az ifjú bábkirály
Amikor 1559. július 10-én II. Henrik belehalt egy lovagi tornán szerzett szemsebébe, II. Ferenc tizenöt éves volt, és bár hivatalosan nagykorú lévén nem volt szüksége régensre, teljes mértékben a Guise-ek befolyása alatt állt. A herceg a hadsereg főparancsnokságát, a bíboros pedig a királyság pénz- és vallásügyeinek teljes felügyeletét szerezte meg a maga számára, félreállítva az idős, korábban szintén igen nagy tekintélynek örvendő Anne de Montmorency connétable-ot. A feltörekvő testvérpár a királyi család rokonságának – így Antoine de Bourbon navarrai királynak és öccsének, I. Louis de Bourbon-Condé hercegnek – is kiváltotta féltékenységét, ráadásul vallási ellentéteket is szítottak.
Az 1559. szeptember 21-én Reimsben felkent uralkodónak (aki emblémául a Napot választotta, jelmondatai: Spectanda fides – „a hit bizony tisztelnivaló dolog” és Lumen rectis – „az igazakra világosság fénylik”) nem sok beleszólása volt az államügyekbe. Királyságában egyre nőtt a protestánsok (főleg a hugenottáknak nevezett reformátusok) száma és befolyása minden társadalmi rétegen belül. Vezetőik a két Bourbon fivér, illetve Montmorency unokaöccsei, a Coligny-k voltak (II. Gaspard de Coligny admirális, Odet de Coligny hajdani bíboros, illetve François de Coligny d’Andelot hadvezér). A helyzetet különösen kiélezte Anne du Bourg parlamenti tanácsos 1559. december 23-án történt megégetése, akit még II. Henrik idején börtönöztek be a protestánsüldöző királyi politika bírálata miatt.
Condé hercege 1560 februárjának végén „néma kapitányként” szervezkedésbe kezdett, hogy kiszabadítsa Ferencet a Guise-ek befolyása alól, ám a lotaringiaiak értesültek a konspirációról, ezért Blois-ból Amboise kastélyába telepítették a királyt – innen az esemény neve: amboise-i összeesküvés –, és március 17-étől kezdve véres megtorlást indítottak, melynek mintegy 1000–1500 hugenotta esett áldozatul. Condéra ekkor még nem sikerült rábizonyítani bűnösségét, csak egy későbbi szervezkedés során fogták el és ítélték halálra. Az ítélet végrehajtására azonban nem kerülhetett sor. Medici Katalin anyakirálynő, aki szintén igyekezett a maga javára kiszorítani a Guise-eket a hatalomból, az újonnan kinevezett kancellár, Michel de L’Hospital segítségével igyekezett mérsékelt katolikus politikát folytatni, és a viszonylagos tolerancia medrébe terelni a kormányzat munkáját. A megbékélés érdekében L′Hospital Orléans városába rendi gyűlést hívott össze, amire az abszolutista törekvéseknek köszönhetően 1484 óta nem került sor.

## Halála és hagyatéka

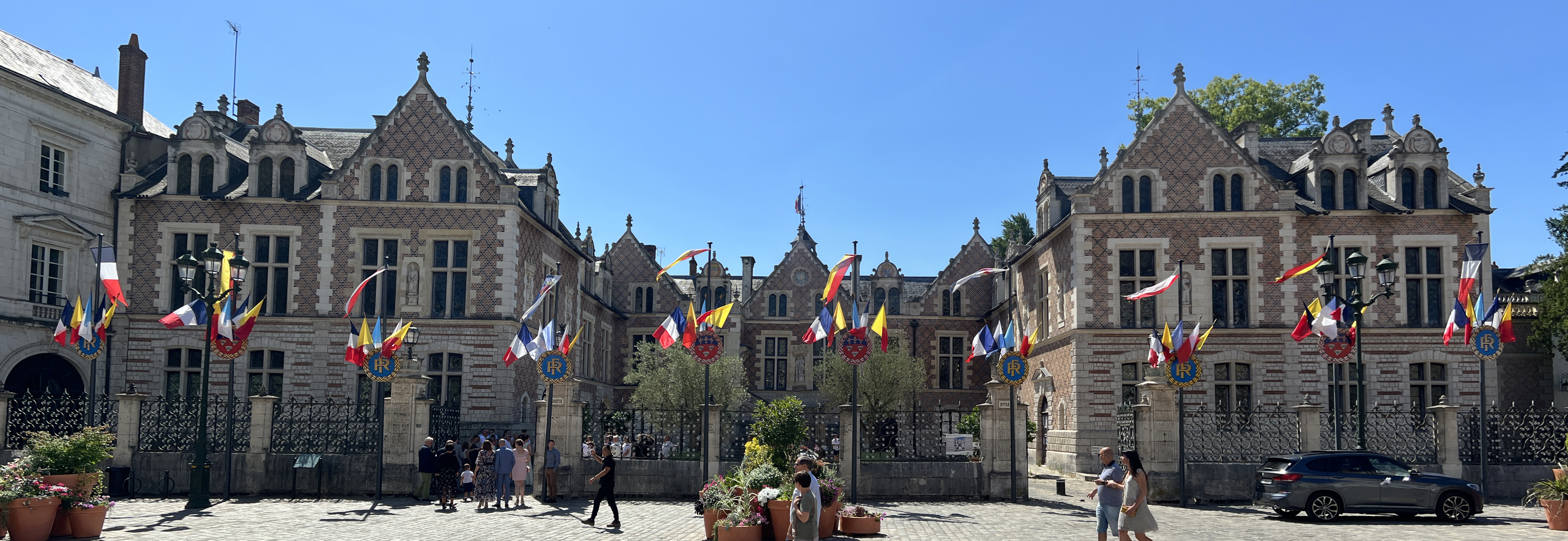
II. Ferenc halálának színhelye, az orléans-i Hôtel Groslot

A király nem élhette meg a rendi gyűlést, amely december 13-án ült össze. II. Ferenc 1560. december 5-én halt meg, alig tizenhét hónapnyi uralkodást követően. A feljegyzések szerint jó ideje elviselhetetlen fülfájdalom kínozta; feltehetően agyhártya-, középfül- vagy csecsnyúlványgyulladás végzett vele. Holttestét december 23-án temették a többi király mellé, a Saint-Denis-székesegyházban.
A trónon tízéves öccse, IX. Károly követte, aki mellé Medici Katalint nevezték ki régensnek. Az anyakirálynő sikeresen eltávolította a Guise-eket az udvarból, de hamarosan kirobbant a vallásháború, melyben számos sikertelen békítési kísérletet követően végül maga is a szélsőséges katolikusok mellett foglalt állást. A megözvegyült Stuart Mária, miután megakadályozta a skót parlament franciákkal történő szakításról dédelgetett tervét, 1561 nyarán visszatért Skóciába, és 1565-ben ismét megházasodott.

## Galéria

II. Ferenc 1558-tól használt címere, ami az oroszlános skót címert és a dauphini pajzsot egyesíti
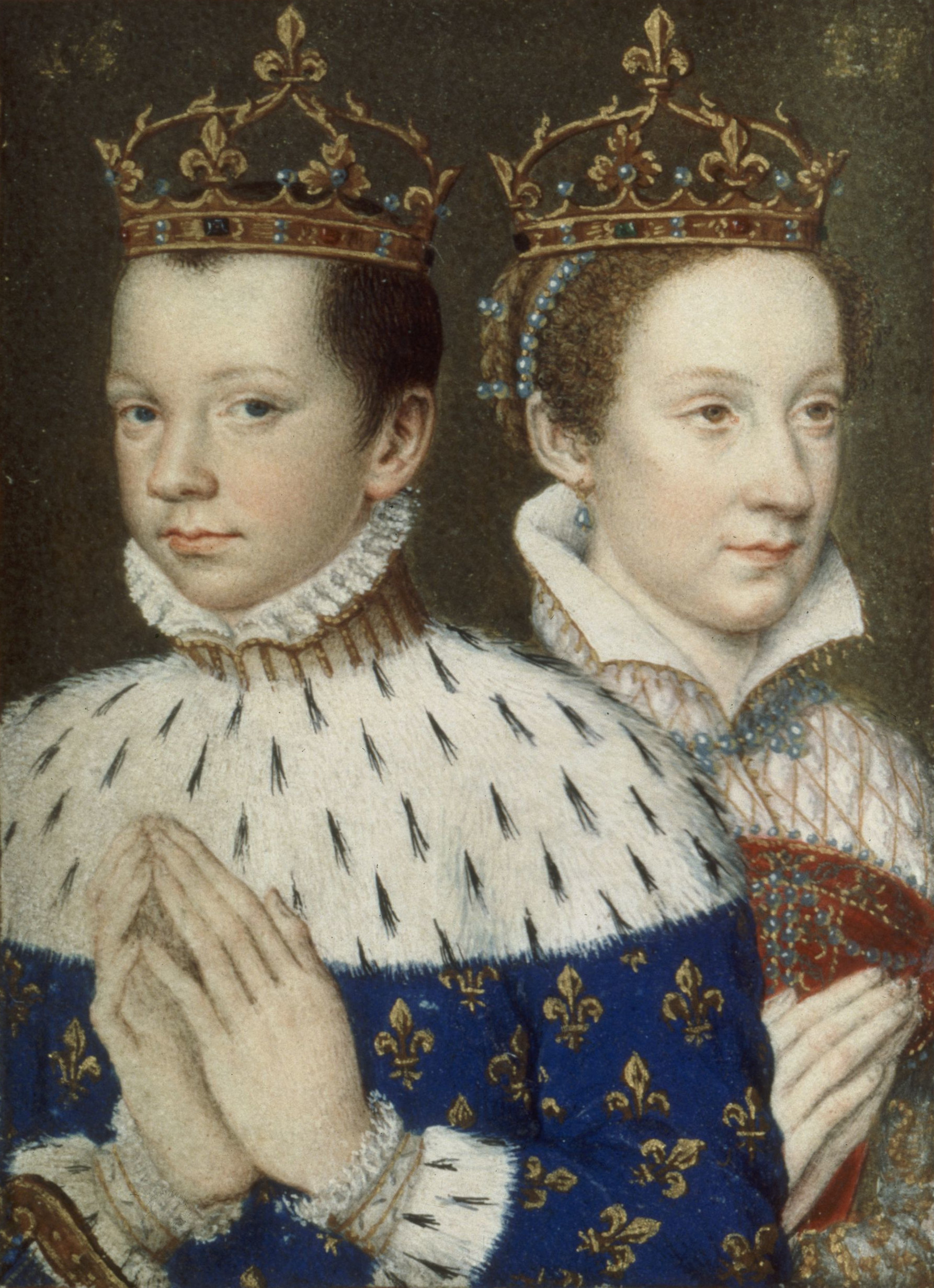
A francia és skót királyi házaspár, Valois Ferenc és Stuart Mária
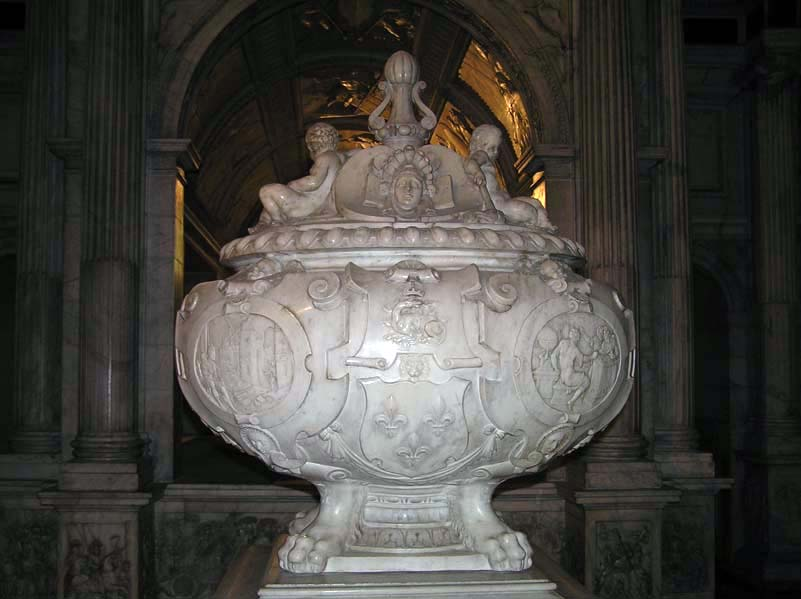
A II. Ferenc szívét tartalmazó urna